# Santa Maria Immacolata e San Giuseppe Benedetto Labre

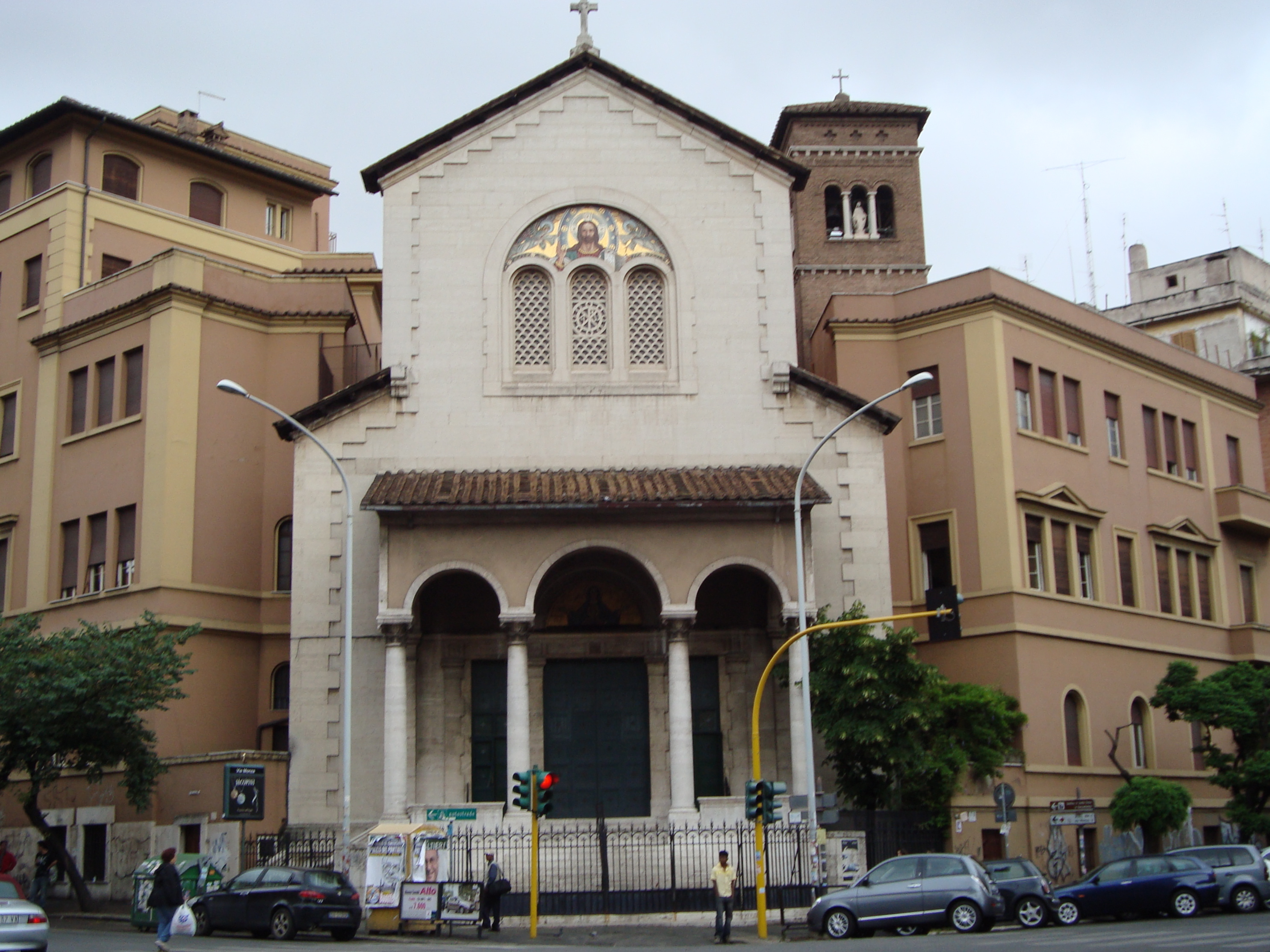
Vista da fachada

Santa Maria Immacolata e San Giuseppe Benedetto Labre é uma igreja de Roma localizada entre a Via Taranto e a Via Monza, no quartiere Tuscolano. É dedicada à Imaculada Conceição e a São Benedito José Labre. É uma igreja subsidiária de Santi Fabiano e Venanzio e está anexa ao instituto escolar homônimo das Irmãs Imaculadas de Gênova), conhecidas como "Imacolatines", uma congregação fundada pelo sacerdote Agostino Roscelli.

## História e descrição

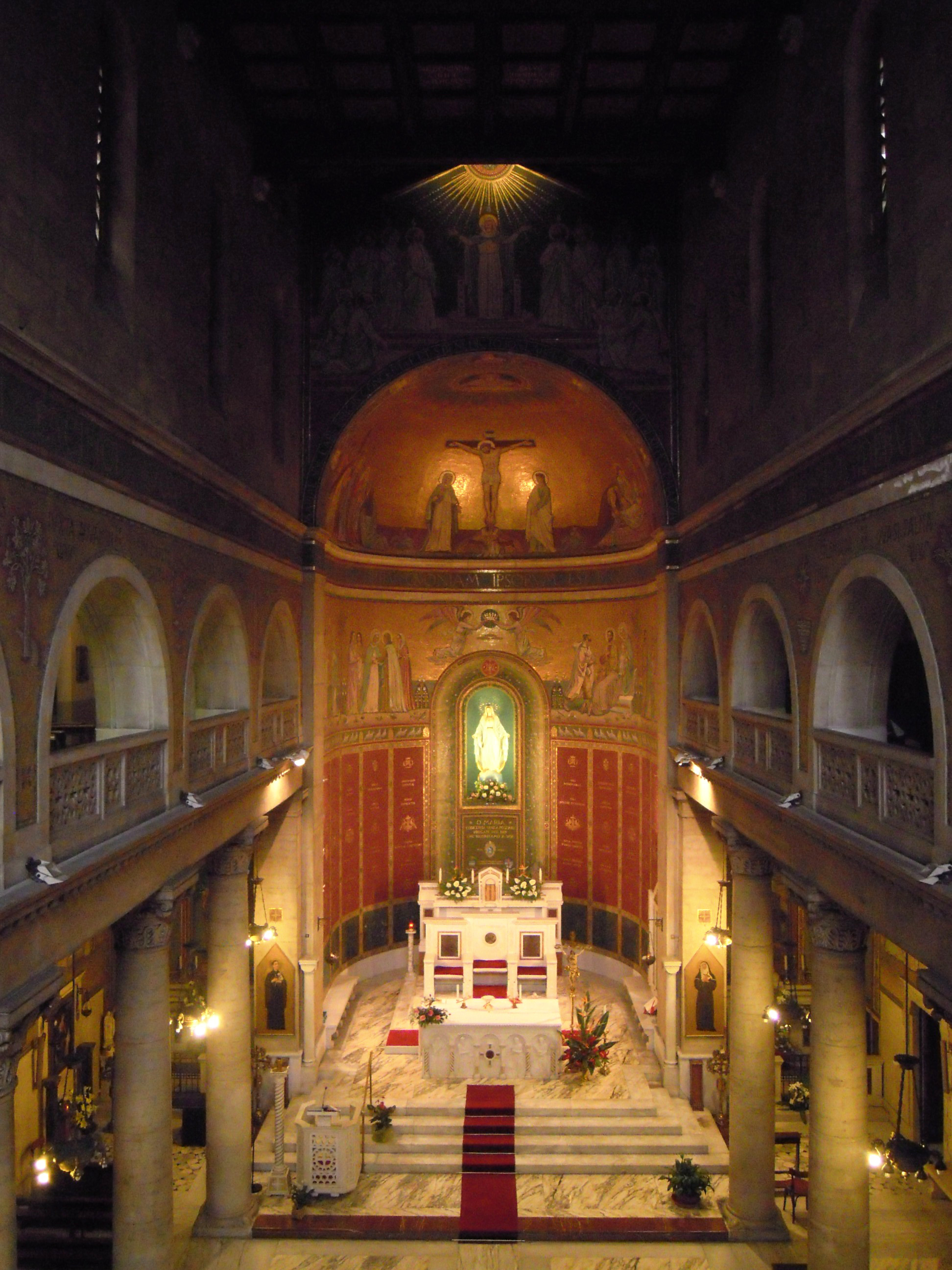
Vista do interior

Esta igreja foi construída com base num projeto de Gino Benigni entre 1928 e 1930; foi consagrada em 31 de outubro de 1931.
O exterior, em estilo neorromânico, é caracterizado pela fachada, disposta num ângulo de 45 graus no cruzamento entre a Via Taranto e Via Monza: ela é precedida por uma escadaria e conta com um pórtico com três arcadas sustentadas por colunas, encimado por uma trífora em cuja luneta está um mosaico de "Cristo com Anjos". Em posição recuada, à direita, está o campanário em estilo neocosmatesco.
O interior, que se baseia em modelos paleocristãos, se apresenta em estilo basilical, com três naves, um matroneu, teto de madeira e uma abside. Nesta última está um mosaico representando a "Crucificação", sobre o qual está um outro com a "Glória de Maria Imaculada". As paredes laterais são quase totalmente cobertas por mosaicos representando as quatorze estações da "Via Crúcis". Na contrafachada está uma cantoria, onde está instalado um órgão de tubos Tamburini opus 150. construído em 1932. Integralmente original, ele conta com transmissão elétrica e dispõe de 22 registros em seus teclados e pedaleiras.